# 狭山競走場
狭山競走場（さやまきょうそうじょう） は、かつて大阪府南河内郡狭山町（現・大阪狭山市）に存在した競艇場である。運営は南海電気鉄道が行っていた。

## 概要
- 1952年（昭和27年）9月5日に、閉園していたさやま遊園施設を利用してオープン。狭山池の東側にレース場が設けられた。
- オープン当時から立地条件の悪さにより入場・売上は不調であったが、1955年（昭和30年）夏の干ばつによるレース中止をきっかけに、1956年（昭和31年）4月10日には閉鎖され、その後は大阪市住吉区（当時。現・住之江区）の住之江競走場（現在の住之江競艇場）へ移転された。
- 1959年（昭和34年）に跡地は再びさやま遊園として、南海観光開発会社により経営再開された。

## 主要施設
- スタンド（3000人収容）、立見席（5000人収容）
- 投票所、払戻所
- 格納庫、選手宿舎
- 食堂、売店